# Lignano Sabbiadoro
Lignano Sabbiadoro [liˈɲaːno sabːi̯aˈdɔːro] (furlanisch: Lignan) ist ein Badeort an der italienischen Adria-Küste in der Region Friaul-Julisch Venetien (italienisch: Friuli-Venezia Giulia) mit 6901 Einwohnern (Stand 31. Dezember 2023). Der Ort besteht aus drei Teilen: Sabbiadoro (im Nordosten, beinamensgebend für den gesamten Ort), Pineta und Riviera (an der Mündung des Tagliamento).

## Geografie
Lignano erstreckt sich in Form einer Halbinsel über die nordöstliche Hälfte des Tagliamento-Deltas zwischen der Lagune von Marano und der offenen Adria. Die Landschaft ist flach und war bis vor wenigen Jahrzehnten ein Sumpfgebiet, das mit Malaria infiziert war.
Die Gemeinde wird im Norden durch den Litorale Veneto begrenzt. Dieser verbindet den Tagliamento mit der Lagune von Marano.

## Stadtteile
Lignano Sabbiadoro ist das Zentrum der Halbinsel und besteht aus zahlreichen Hotels, Bars, Geschäften und Ferienwohnungen. Eine zentrale Einkaufsstraße, die hauptsächlich im Sommer mit Leben erfüllt ist, führt von der Viale Centrale über die neu errichtete Fußgängerzone bis zu der Terrazza a Mare am Spitz der Halbinsel. Der Strand in Sabbiadoro ist in neunzehn verschiedene Abschnitte eingeteilt, die eine unterschiedliche Schirmfarbe aufweisen. In der Stadt gibt es zahlreiche Springbrunnen und Plätze, es befindet sich auch eine Kirche in Sabbiadoro. Die Einbahnstraße entlang des Strandes von Sabbiadoro heißt Lungomare Trieste.
Lignano Pineta liegt etwas ruhiger in der Mitte der drei Stadtteile und ist in den 1950er Jahren entstanden. Die Straßen führen in einem Abstand von 100 Metern vom Zentrum Pinetas ausgehend in einer Spirale nach außen. Pineta liegt in einem Pinienwald, in dem sich Hotels, Ferienwohnungen und Häuser befinden. Die Häuser liegen etwas auseinander. Die einzige Einkaufsstraße befindet sich im Zentrum Pinetas. Sie führt von der Kirche bis zum Meer und weist Geschäfte und Cafés auf. In Pineta ist der Strand in fünf Abschnitte eingeteilt.
Die Straße entlang des Strandes heißt in Pineta Lungomare Adriatico.
Lignano Riviera liegt an der Mündung des Tagliamentos und ist noch ruhiger als Pineta. In Riviera befinden sich nur wenige Hotels und ein Campingplatz, ein Golfplatz und am Tagliamento ein Hafen.
Die Grenze zwischen Pineta und Riviera stellt der Kursaal mit der Therme von Lignano dar, der Tagliamento trennt Riviera von Bibione und stellt außerdem die Grenze zwischen Veneto und Friuli Venezia Giulia dar.

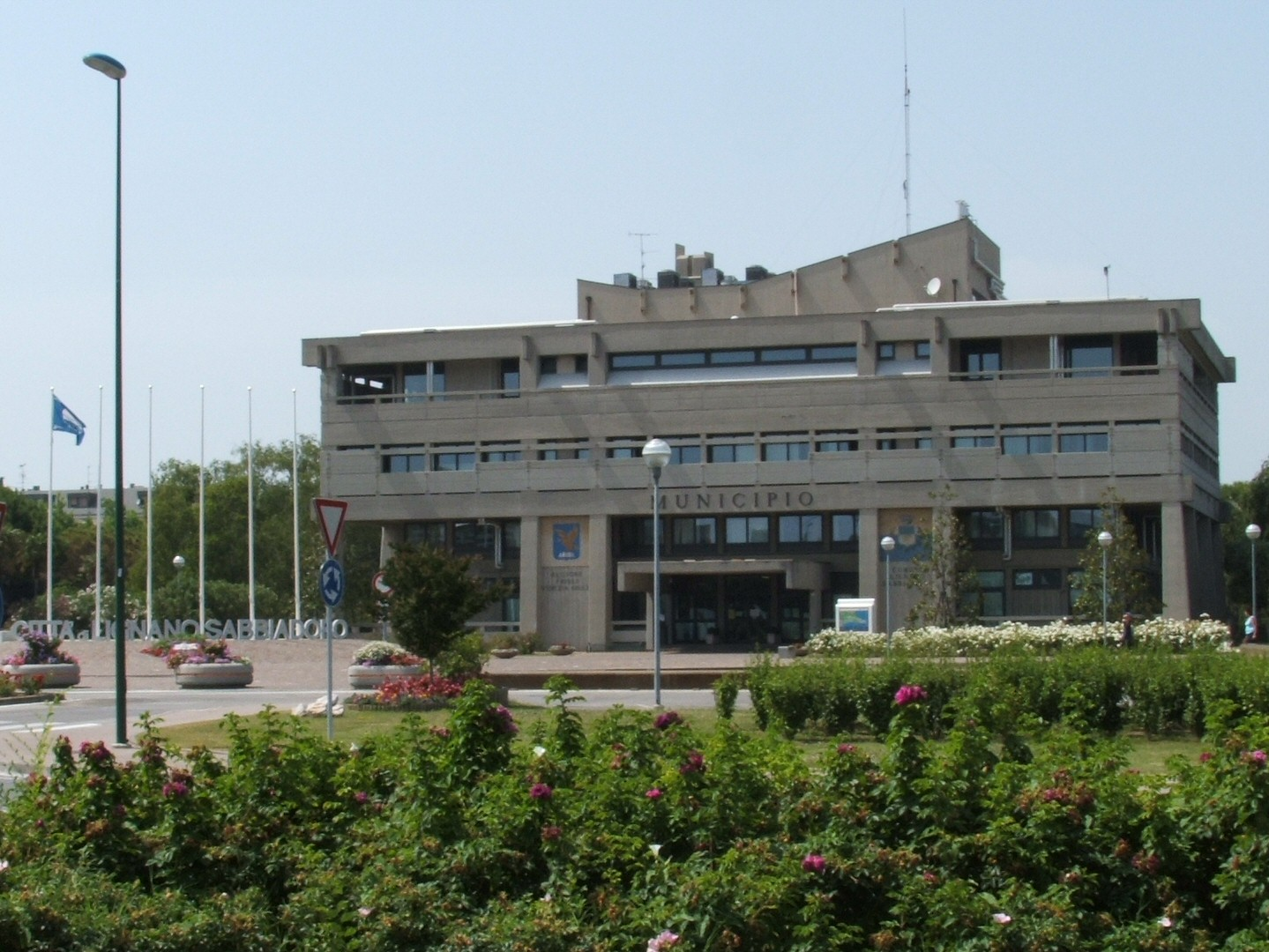
Das Rathaus von Lignano
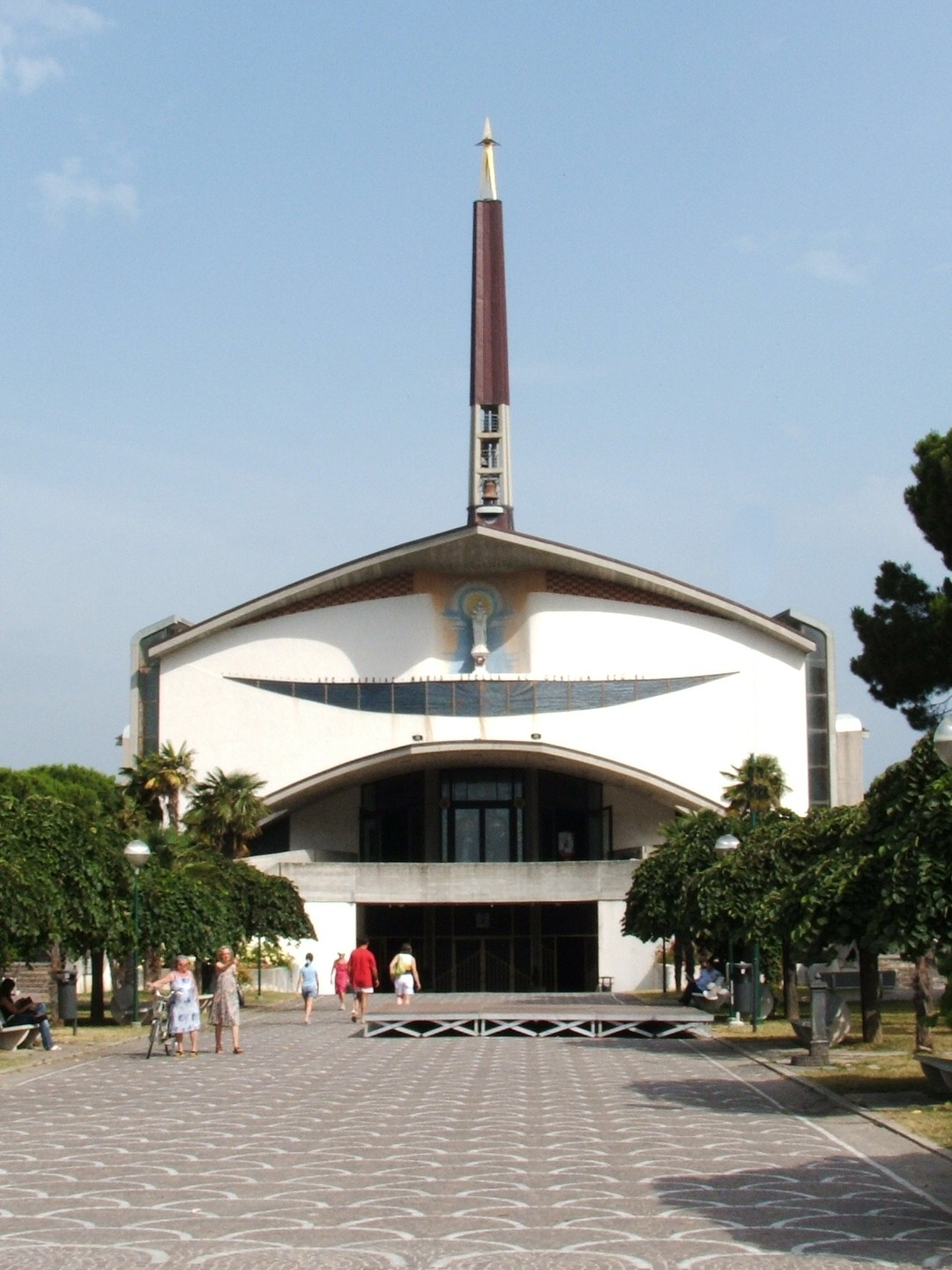
Die Kirche in Sabbiadoro
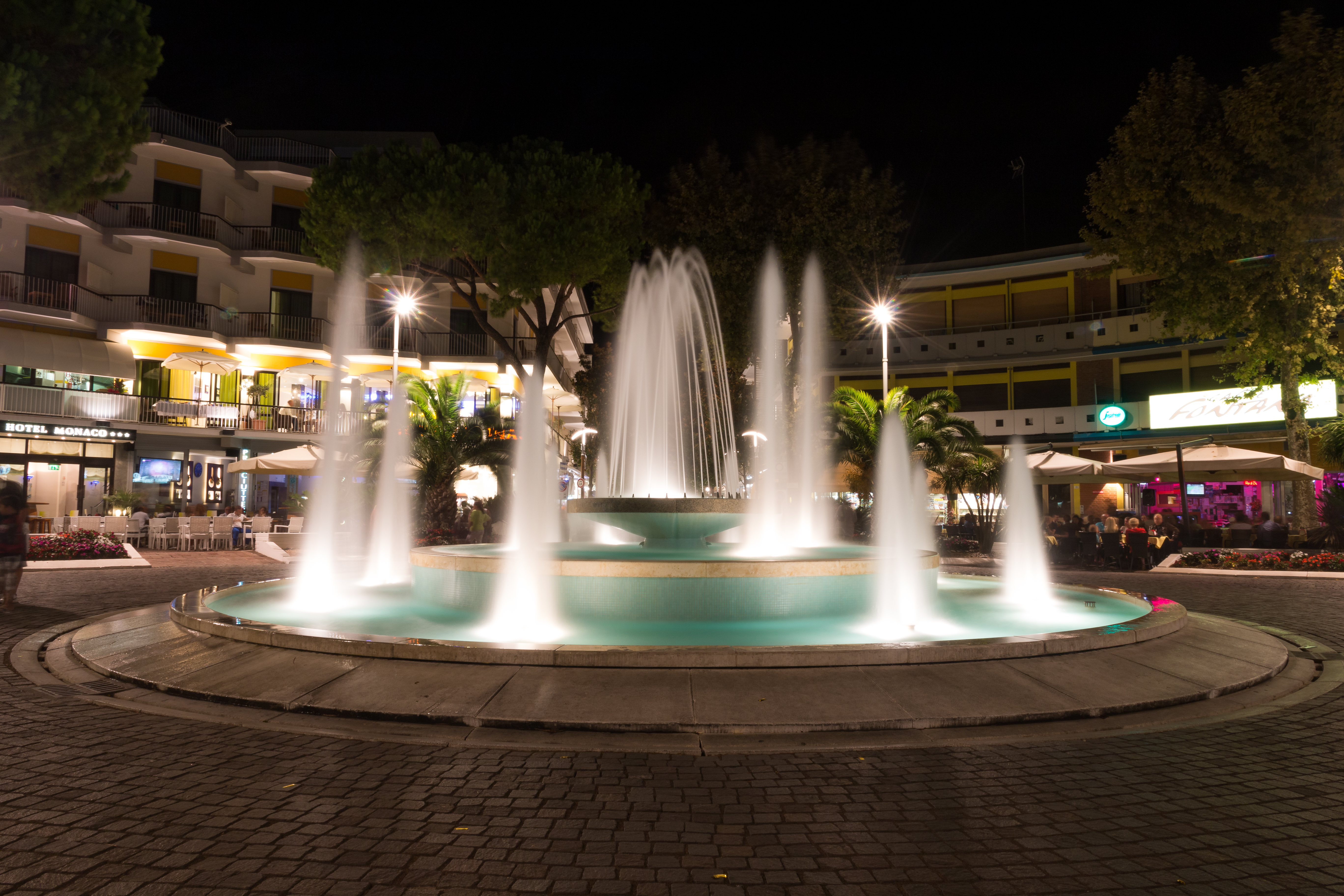
Brunnen in der Fußgängerzone
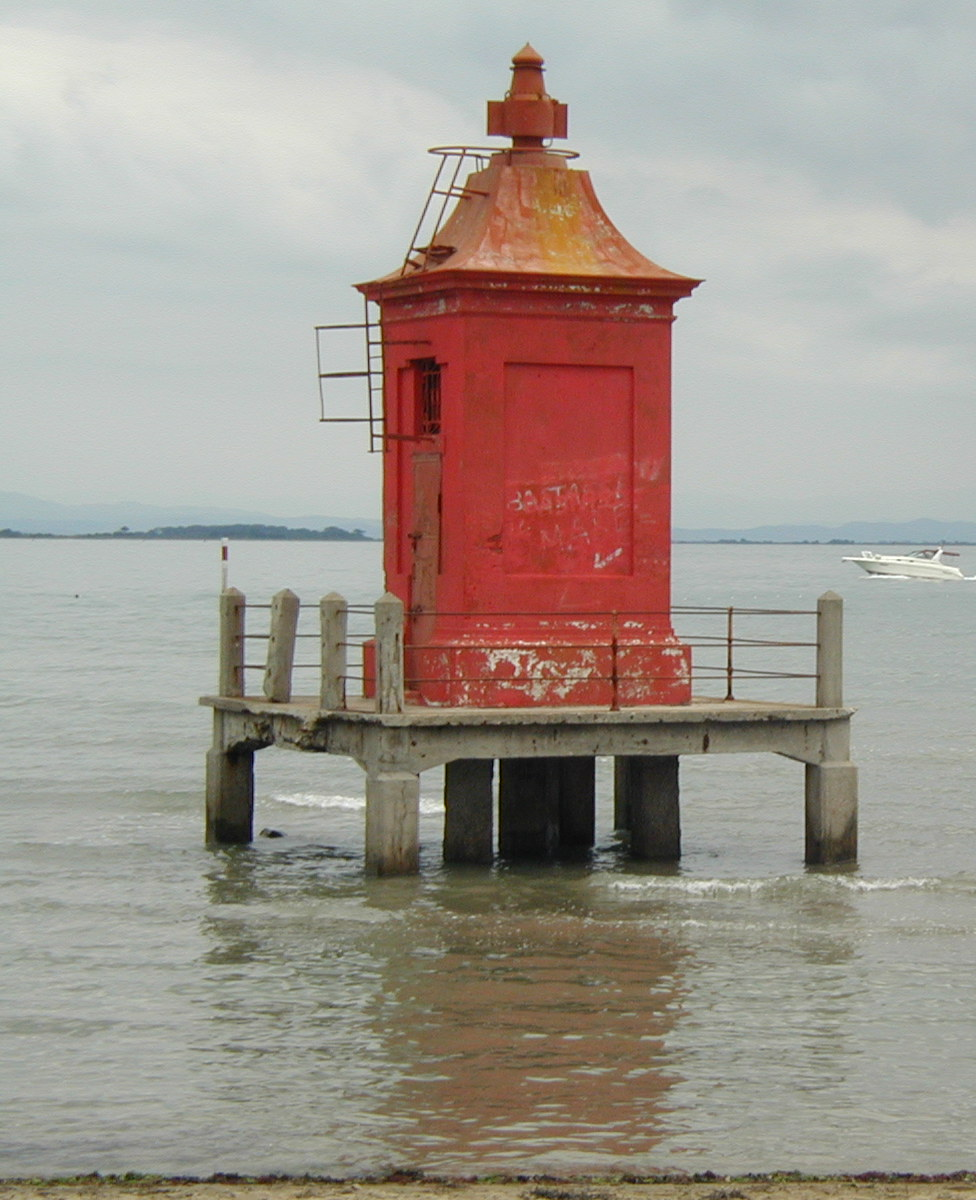
Der alte Leuchtturm (Faro) in Lignano Sabbiadoro
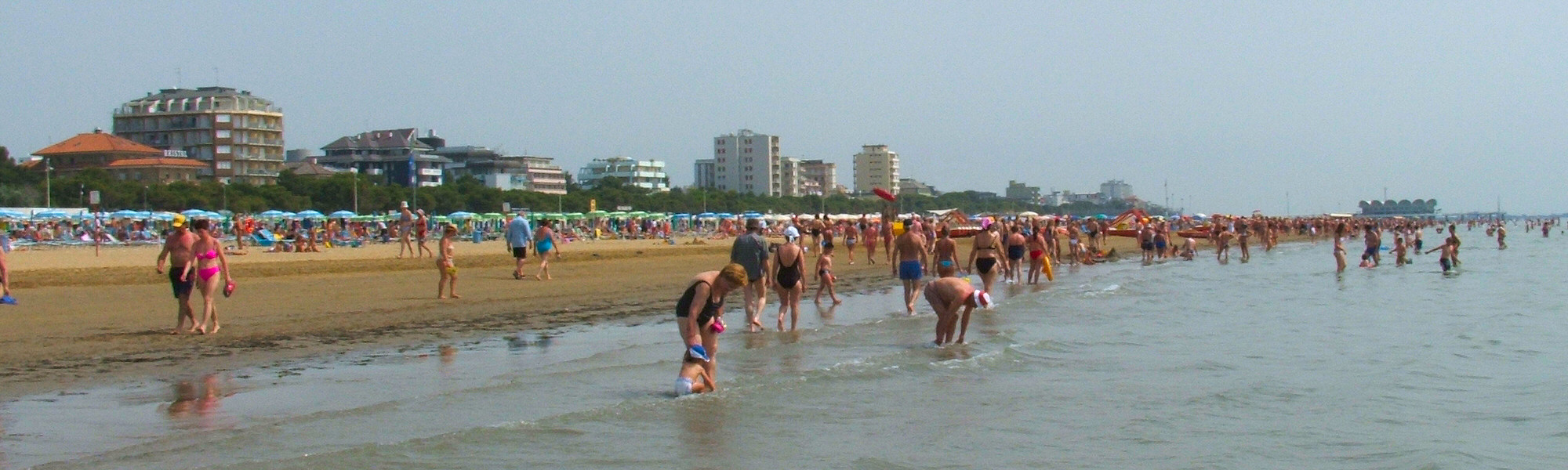
Strand in Sabbiadoro
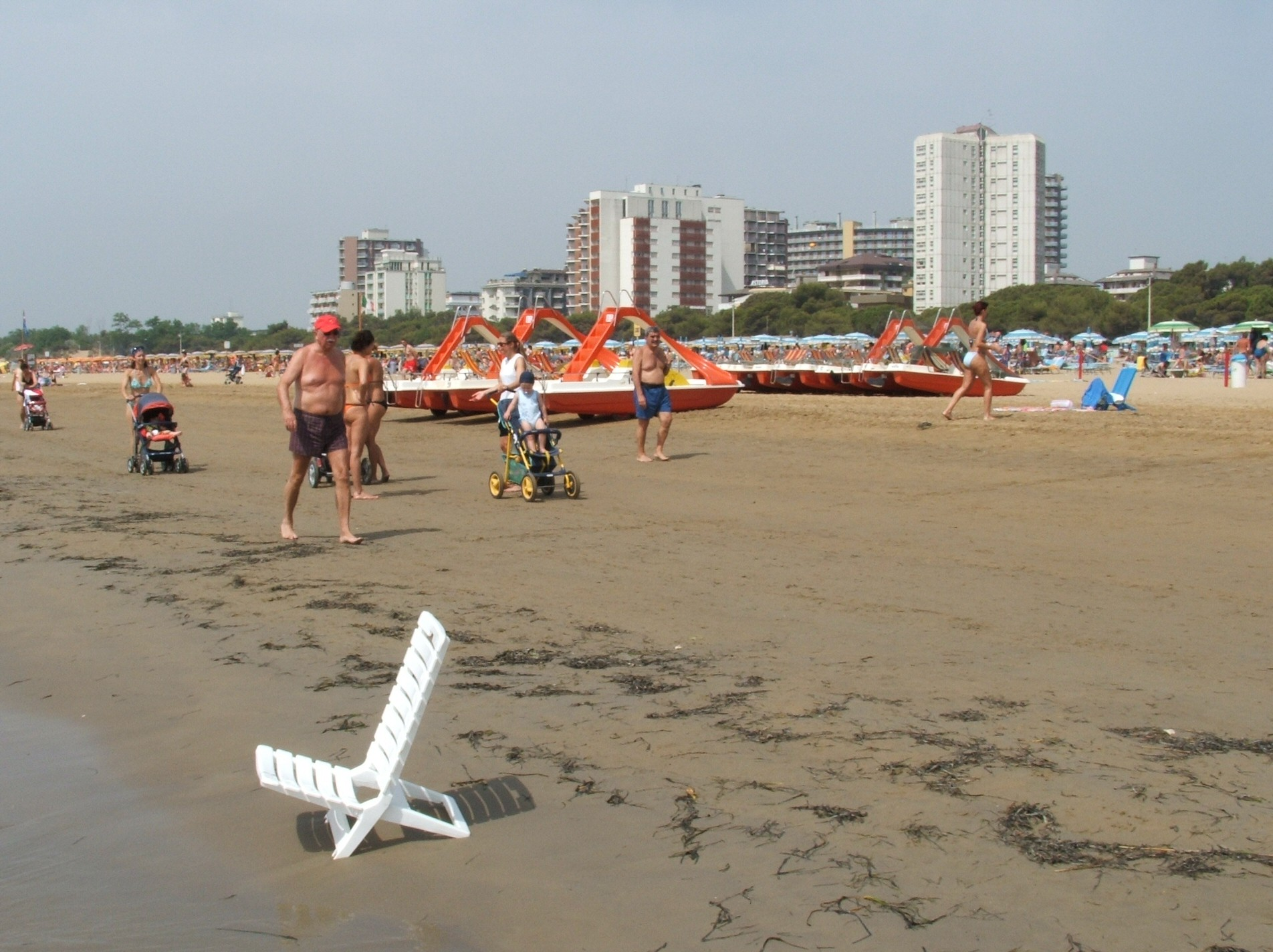
Strand
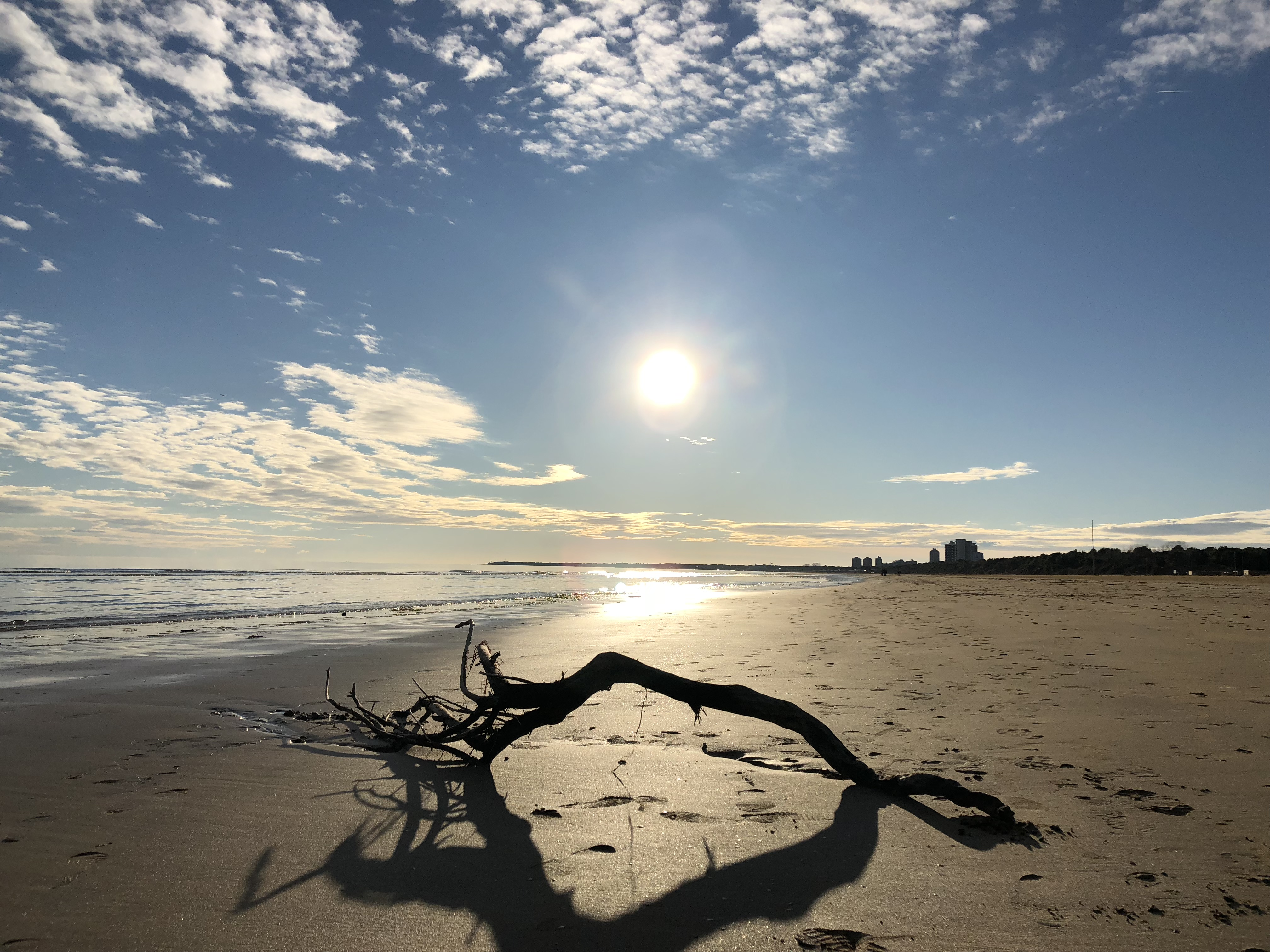
Strand im Winter
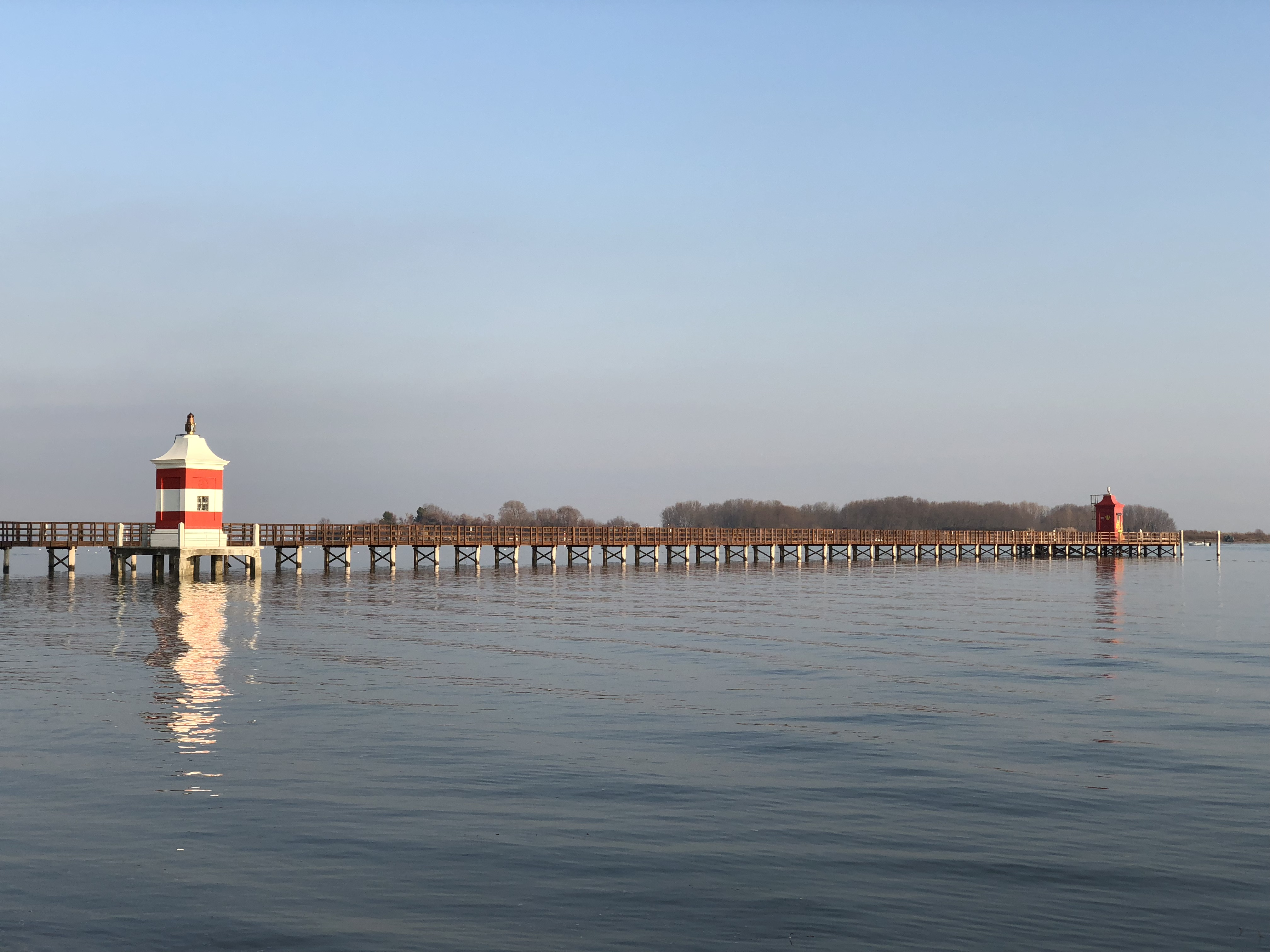
Alter Leuchtturm links nach Restaurierung und neuer Leuchtturm rechts

## Terrazza a Mare

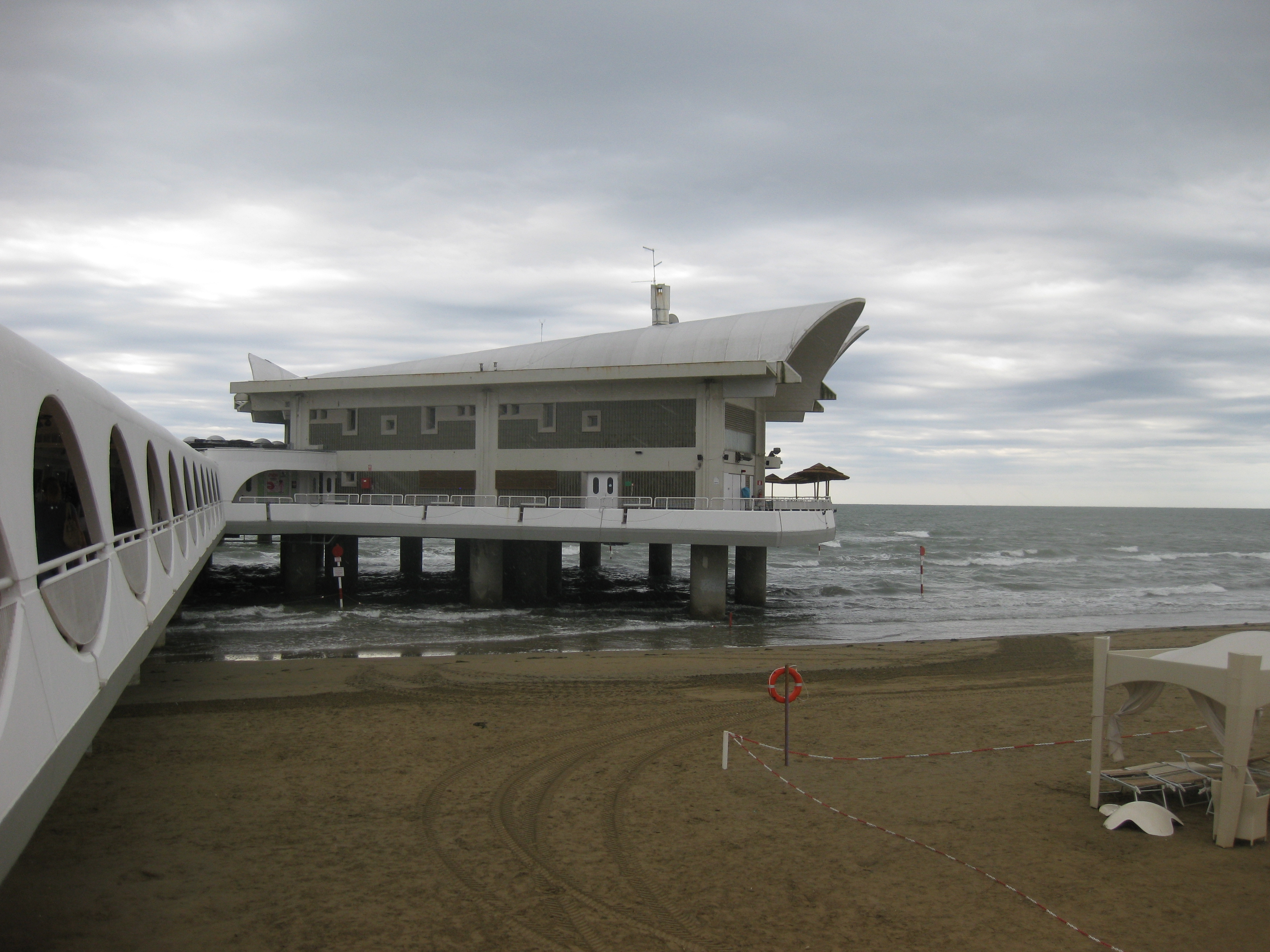
Die Terrazza a Mare

Die Terrazza a Mare, ein betonierter Steg mit Gebäuden am meerseitigen Ende, wurde 1972 eingeweiht. Auf ihr befindet sich eine Bar. Die Terrazza Mare wird von 2024 bis 2026 generalsaniert und erweitert und ist daher komplett gesperrt. 

## Verkehr
Nach Lignano führt seit den 1950er Jahren eine vierspurige Straße, die SS 354.
Der nächstgelegene Bahnhof befindet sich in Latisana an der Bahnstrecke Venedig-Triest und trägt den Namen Latisana-Lignano-Bibione.

## Stadtverschönerung

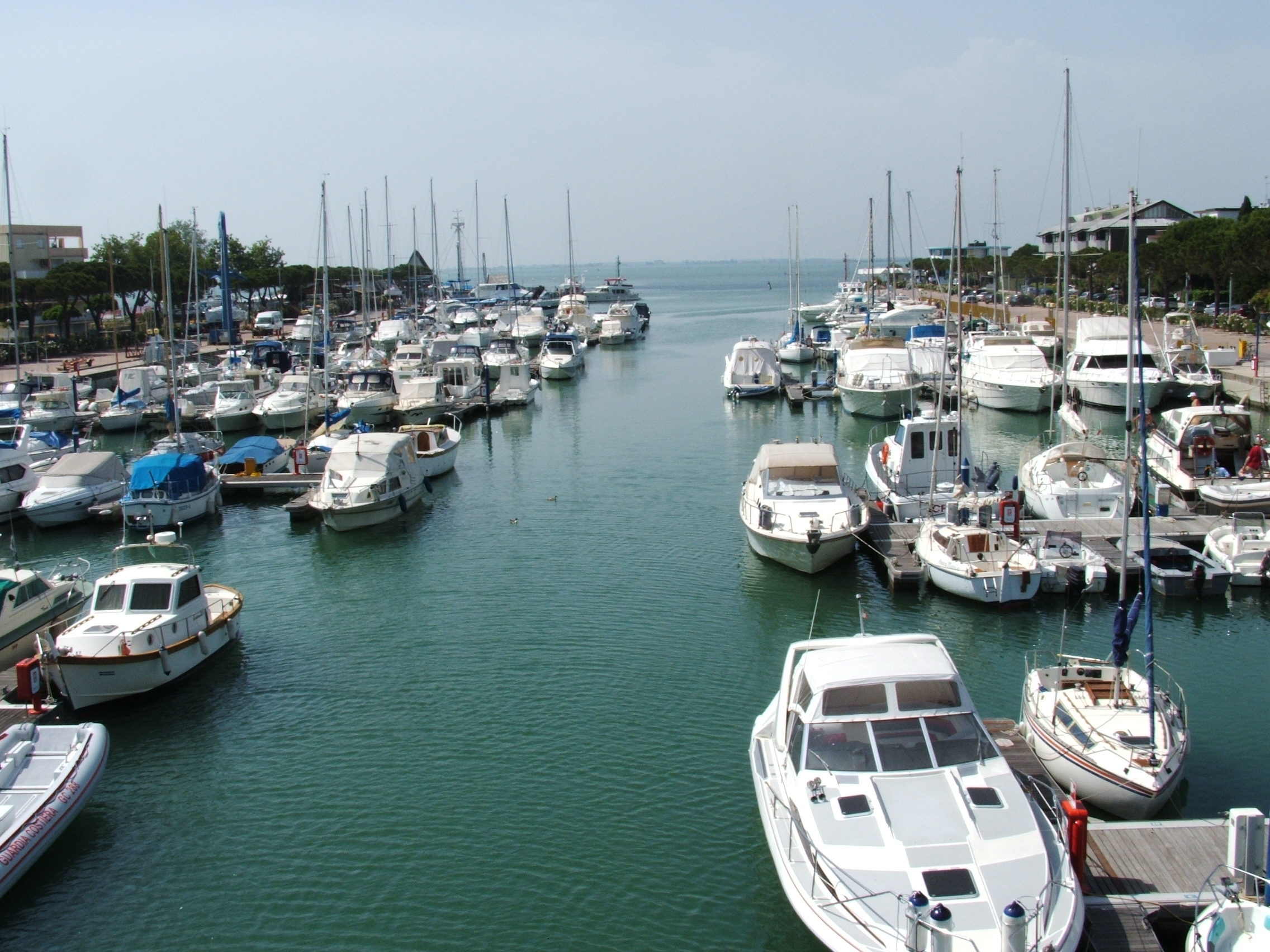
Der Hafen in Sabbiadoro

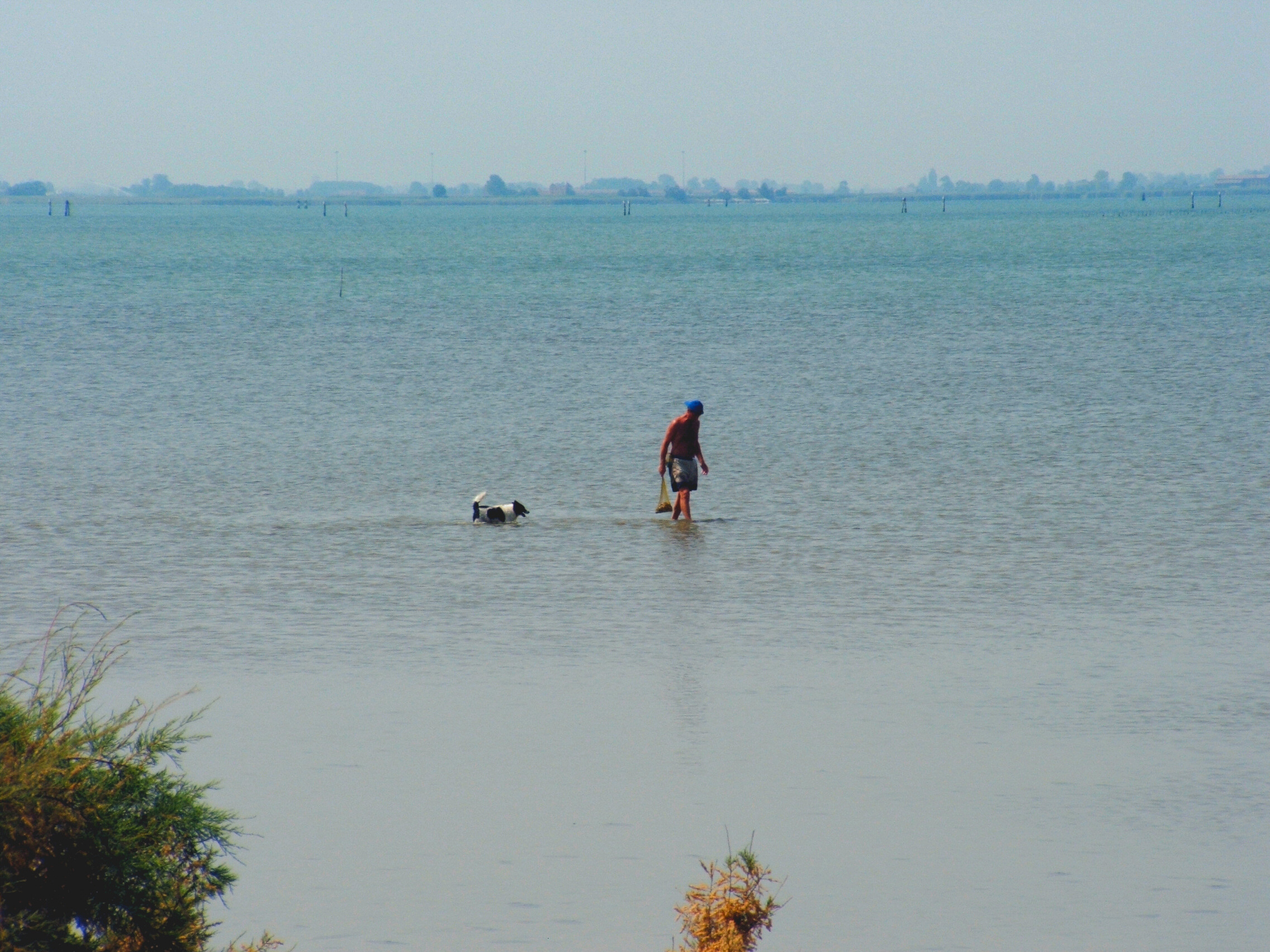
Die Lagune di Marano im Umland von Lignano

In den letzten Jahren wurden in Lignano viele Straßen und Plätze neugestaltet. Durch diese Renovierungen sollen wieder mehr Touristen nach Lignano gelockt werden.
Einige Beispiele:
- Die Fußgängerzone in Sabbiadoro führt durch die gesamte Stadt und ist untertags einspurig zu befahren. Sie wurde zwischen 2003 und 2006 errichtet.
- Der Platz vor der Kirche in Pineta wurde 2007 neu gestaltet.
- Des Weiteren gab es 2002 Bestrebungen, an der Küste Pineta mit Sabbiadoro durch eine gemeinsame Küstenstraße zu verbinden, doch wurde dieser Plan wieder fallen gelassen.

## Geschichte
Der Name Lignano für das Gebiet der heutigen Stadt (das 1420 an die Republik Venedig fiel) ist aus dem 15. Jahrhundert belegt und deutet möglicherweise auf einen Besitzer namens Linunus hin. Die venetianischen Dogen belehnten im Laufe der Geschichte verschiedene Adelsfamilien mit dem Landstück. Eine davon, die Familie Vendramin in Latisana ließ im 16. Jahrhundert die St. Zacharias-Kirche im damaligen Weiler Pineda (im heutigen Stadtteil Pineta) erbauen. Sie diente vor allem den Fischern, denn Pineda selbst war für eine Kirche zu klein (es bestand 1466 nur aus zwei Häusern). Für den Hafen von Lignano gab es später eine Kontrollstation, die im Jahre 1813 70 Einwohner hatte.
Dennoch ist das heutige Lignano eine sehr junge Stadt. Vor ihrer Entwicklung bestand die Halbinsel aus Sumpf- und Baumland und war nur von wenigen Bauernfamilien ganzjährig bewohnt. Dazu kamen die saisonalen Aufenthalte der Fischer von Marano, die vorübergehend in mit Schilf verkleideten Holzhütten (casoni) wohnten.
Der älteste Teil ist Sabbiadoro (zu deutsch: goldener Sand), das bereits Ende des 19. Jahrhunderts von Marano aus mit dem Boot als Badestrand genützt wurde. 1903–1904 wurde eine Badeanstalt aus Holz errichtet und vor allem von Sonntags-Ausflüglern benutzt.
Das erste Hotel (das Marin, das dem Bürgermeister von Marano gehörte) wurde 1903 gebaut, gefolgt von den Hotels Friuli und Vittoria. Dennoch war die weitere Entwicklung Lignanos wegen der sumpfbedingten Malaria damals fragwürdig und erlitt auch durch den Ersten Weltkrieg einen weiteren Rückschlag.
1924 wurde die erste Seeterrasse (an der Stelle der heutigen Terrazza al mare, ein Projekt des Architekten Provino Valle) fertiggestellt, mit der die stagnierende Entwicklung Lignanos wieder einen Aufschwung nahm. Ein weiterer wichtiger Punkt war die bessere Landanbindung durch eine neue Straße von Latisana nach Lignano mit einer Dreh-Brücke über einen dazwischen liegenden Kanal sowie die Ausrottung der Malaria durch Trockenlegung der Sumpfgebiete. In den 1930er Jahren wurden ein Kinderlandheim und eine Kirche gebaut. Damals zählte Lignano etwa 60.000 meist italienische Sommergäste. 1935 wurde dem Ortsnamen aus Werbegründen der Zusatz Sabbiadoro angefügt.
In den 1950er Jahren erfolgte die Gründung von Lignano Pineta (benannt nach dem dortigen Pinienwald) südwestlich von Sabbiadoro. Dort verwirklichte Marcello D'Olivio einen sehr ungewöhnlichen städtebaulichen Plan: eine Straße, die vom Zentrum Pinetas ausgehend in einer Spirale nach außen führt. Die einzelnen Windungen dieser Spirale haben einen Abstand von 100 Metern.
1959 wurde Lignano eine eigenständige Gemeinde. Der durch den Wirtschaftsaufschwung bedingte Massentourismus ließ danach die Zahl der Feriengäste von 1,8 Millionen (Anfang der 1960er Jahre) auf über 6 Millionen (1975) ansteigen. Dieser Rekordwert wurde seither nicht mehr erreicht.

## Städtepartnerschaften
- Eisenstadt (Österreich)
- Klagenfurt am Wörthersee (Österreich)[2]
- Ketchum (USA)
- Obertauern (Österreich)

## Freizeitparks
In Lignano liegen 5 Freizeitparks:
- Aquasplash (Wasserpark)
- i Gommosi (Gummi- und Hüpfburgen-Erlebnispark)
- Parco Junior (Kleiner Freizeitpark)
- Strabillia Luna Park (Eine Art Volksfest)
- Parco Zoo Punta Verde

## Tutto Gas
Zum Pfingswochenende wird der Ort in den letzten Jahren von zehntausenden Jugendlichen vor allem aus Kärnten und der Steiermark für die jährliche Party Tutto Gas (Vollgas) regelrecht gestürmt. An diesen Tagen kam es immer wieder zu Exzessen, dass sogar österreichische Polizisten zur Unterstützung kommen, um die Lage unter Kontrolle zu halten. Die Stadt, die diese Party nicht offiziell veranstaltet, versucht mit immer neuen Regeln gegen Auschreitungen vorzugehen. Wegen Schaumpartys in den Springbrunnen werden diese vorgsorglich entleert. Der Kosename des Ortes ist in diesen Tagen Ligi (Lidschi).

## Sonstiges
Benannt nach dem Ort wurde die hier gefundene Plattwurmart Macrostomum lignano, 2005 als neue Art vom Innsbrucker Biologen Peter Ladurner beschrieben. Der Wurm klebt sich im Brandungsbereich an Sandkörner an.
Lignano Sabbiadoro war 2010 und 2018 Austragungsort der Elektrorollstuhl-Hockey-Weltmeisterschaft.
Der Ort richtet jährlich den Literaturpreis "Premio Ernest Hemingway di Lignano Sabbiadoro" aus, z. B. 2018 für Annie Ernaux im 34. Jahr.